# Willy Busch
Willy Busch (1907. január 4. – 1982. március 4.) világbajnoki bronzérmes német labdarúgó, hátvéd.

## Pályafutása

### Klubcsapatban
1928 és 1948 között a TuS Duisburg 48/99 labdarúgója volt.

### A válogatottban
1933 és 1936 között 13 alkalommal szerepelt a német válogatottban. Részt vett az 1934-es olaszországi világbajnokságon, ahol bronzérmet szerzett a csapattal.

## Sikerei, díjai
Németország
- Világbajnokság
  - bronzérmes: 1934, Olaszország